# Johann Caspar Sahlfelder
Johann Caspar Sahlfelder (* 10. Oktober 1782 in Essingen (Württemberg); † 21. April 1860 in Dresden) war ein deutscher Sanitätsoffizier und Hochschullehrer im Königreich Sachsen.

## Leben
Am 7. April 1809 trat Sahlfelder im Alter von 27 Jahren als Unterwundarzt eines Feldhositals in die Sächsische Armee ein. 1809–1815 nahm er an den Befreiungskriegen teil. Anschließend studierte er an der Universität Leipzig Medizin. 1825, im Alter von 42 Jahren, wurde er zum Dr. med. promoviert. Nach dem Tod des sächsischen Generalstabsmedikus Heinrich August Schön wurde Sahlfelder 1828 als dessen Nachfolger berufen. Ab 1832 war er zudem Professor an der Chirurgisch-medizinischen Akademie in Dresden. In der Akademie übernahm er den Lehrstuhl für Kriegsarzneikunst. Er hielt Vorlesungen über medizinische Propädeutik und Kriegsheilkunde, die er aufgrund seiner Erkrankung 1847 an seinen ehemaligen Schüler August Friedrich Günther übergab. Am 22. Dezember 1832 wurde er zudem zum Direktor der Medizinal-Direktion im Rang eines Generalstabsarztes berufen. Damit übernahm er die Leitung des sächsischen Sanitätsdienstes in der Sächsischen Armee. In seinen letzten Lebensjahren war Sahlfelder der letzte behandelnde Arzt des Topographen und Meteorologen Wilhelm Gotthelf Lohrmann. Im Januar 1850 ersuchte Sahlfelder König Johann um Entlassung aus dem 40-jährigen Dienst. Sein Nachfolger als Generalstabsarzt und Chef des sächsischen Sanitätskorps wurde August Friedrich Günther.